# Nodaria indecisa
Nodaria indecisa är en fjärilsart som beskrevs av Walker 1865. Nodaria indecisa ingår i släktet Nodaria och familjen nattflyn. Inga underarter finns listade i Catalogue of Life.